# 1868 dans le catholicisme
Chronologie du catholicisme
- 1864
- 1865
- 1866
- 1867
- 1868
- 1869
- 1870
- 1871
- 1872

Cet article présente les faits marquants de l'année 1868 dans le catholicisme.

## Évènements
- 13 mars : Création de 9 cardinaux par Pie IX.
- 28 juin : Bulle d'indiction Æterni Patris de Pie IX convoquant les évêques au Premier concile œcuménique du Vatican.

## Naissance
- 20 mars : Auguste Cogneau, prélat français, évêque titulaire de Thabraca (de) et évêque auxiliaire de Quimper († 12 avril 1952)
- 24 novembre : Louis-Marie Ricard, prélat français, évêque de Nice, précédemment évêque titulaire de Marciana (de) († 22 octobre 1929)

## Décès
- 14 avril : Hermann von Vicari, prélat badois, archevêque de Fribourg-en-Brisgau, précédemment évêque titulaire de Macri (de) (° 13 mai 1773)
- 24 avril : Sainte Marie-Euphrasie Pelletier, religieuse française, fondatrice de la congrégation de Notre-Dame de Charité du Bon Pasteur (° 31 juillet 1796)
- 25 avril : Johannes van Hooydonk, prélat néerlandais, premier évêque de Bréda, précédemment évêque titulaire de Dardanie (de) (° 2 août 1782)
- 3 novembre : Joseph Theurel, prélat français, vicaire apostolique au Tonkin occidental et évêque titulaire d'Acanthe (de) (° 27 octobre 1829)